# Viața mea de tânăr robot
Viața mea de tânăr robot (engleză My Life as a Teenage Robot) este un serial animat american de televiziune științifico-fantastic create de Rob Renzetti pentru Nickelodeon. Seria urmărește aventurile lui XJ-9, mai bine cunoscută ca Jenny Wakeman, o fată robot de care încearcă să jongleze cu îndatoririle de protejare a Pământului în timp ce încercă să trăiască o viață normală de adolescent.
În România, serialul a fost difuzat pe Nickelodeon România în perioada 2003–2010 (în limba engleză) și 2010–2013 (în limba română).